# Bettina Dorfmann
Bettina Dorfmann (* ca. 1961) aus Düsseldorf ist eine deutsche Puppensammlerin, Puppendoktorin, Sachverständige und Autorin. Mit rund 18.500 Exemplaren besitzt sie die weltweit größte Sammlung von Barbiepuppen.

## Biographie
Bettina Dorfmann wurde ca. 1961 geboren.
Als Kind spielte sie mit Barbiepuppen. Nachdem sie damit aufgehört hatte, bewahrten ihre Eltern die Puppen auf. In den frühen 1990er Jahren entdeckte sie die Puppen wieder. In einem Interview erklärte sie, dass sie die Puppen für ihre damals dreijährige Tochter wieder hervorholte, die allerdings zu jung war und mit den „altmodischen“ Puppen (eine hatte einen Plattenspieler) nichts anfangen konnte. Stattdessen habe sie ihre alte Liebe zu den Puppen wiederentdeckt.
Seitdem befasst sie sich sowohl privat als auch beruflich mit Barbiepuppen. Sie betreibt eine Puppenklinik, in der Barbiepuppen repariert werden.
2005 hielt sie erstmals den Rekord mit damals noch 2500  Barbiepuppen. Zuletzt wurde ihr Rekord durch Guinness World Records am 22. Dezember 2022 bestätigt.
Mit 51 Jahren besaß sie 2015 bereits 15.000 Barbiepuppen. 700 davon zeigte sie in einer Ausstellung im Stadtmuseum Bergkamen.
2018 bot Dorfmann mehrere ihrer Puppen aus den 1970er Jahren, die allerdings nur einen kleinen Teil ihrer Sammlung von damals 18.000 Puppen ausmachten, in der RTL-Sendung „Die Superhändler“ zum Verkauf an. Die Puppen wurden schließlich an Markus Reincke verkauft, der erklärte, er wolle jetzt selber Puppen sammeln.

## Tätigkeit
Die gelernte Groß- und Außenhandelskauffrau arbeitet am Spielzeugmuseum Ratingen. Dort bietet sie regelmäßig Schätzungen mitgebrachter Puppen und Kuscheltiere an. Sie betreibt eine eigene Barbie-Klinik. Ihren ursprünglichen Beruf gab sie für diese auf. Als offizielle Barbie-Sachverständige ist sie vor Gericht tätig, etwa bei Wertschätzungen von Puppen aus Nachlässen.

## Persönliche Sicht
Neben Kindheitserinnerungen repräsentieren die Puppen für Dorfmann auch ein Stück Zeitgeschichte, das sie bewahren möchte. Sie verweist darauf, dass Barbie von Anfang an gearbeitet hat, in den unterschiedlichsten Berufen, auch solchen mit Hochschulabschluss (Ärztin, Chirurgin), und ihr eigenes Haus hatte, während Ken nur „ein hübsches Accessoire“ ist. Sie kritisiert, dass vor allem in Deutschland ständig über das Aussehen von Barbie gestritten wird, während über den Waschbrettbauch von Ken nie gestritten worden sei, gutes Aussehen sei etwas, was man einem Mann nicht vorwerfe. Barbie ist inzwischen divers. Es gibt sie in unterschiedlichen Hautfarben, Körpermaßen, Ethnien und mit Behinderungen.

## Zitat
„Ich bin dieser authentische Sammler. Deswegen mache ich viele Ausstellungen im Museum. Bei mir muss das wirklich sein wie bei einem Gemälde: Das wird nicht übermalt, das wird restauriert.“

## Ausstellungen
- Busy Girl – Barbie macht Karriere: Wanderausstellung, konzipiert im November 2004 von Bettina Dorfmann und Karin Schrey. Stand 2021 mit 16 Jahren die längste Wanderausstellung in deutschen Museen.[11]
- Modewelten der Barbie-Puppe. Zwischen Alltag und Glamour: 2013 im Stadtmuseum in Bergkamen[5]

## Werke
- Bettina Dorfmann: Barbie : Puppen-Preisführer 2015/2016. Wellhausen & Marquardt, Hamburg 2015, ISBN 978-3-939806-80-6 (223 S.).
- Bettina Dorfmann, Astrid Geskes: Barbie, ihre Familie & die Mode der wilden 70er : Outfits 1975-1979 -  Barbie, her family & the fashion of the wild 70s. Arachne Verlag, Gelsenkirchen 2004, ISBN 978-3-932005-27-5 (deutsch, englisch, 127 S.).
- Karin Schrey, Bettina Dorfmann: Busy Girl : Barbie macht Karriere. (Buch zur Ausstellung). Hrsg.: Museum der Stadt Ratingen. Arachne Verlag, Gelsenkirchen 2004, ISBN 978-3-932005-28-2 (103 S.).
- Karin Schrey, Bettina Dorfmann: Busy Girl : Barbie macht Karriere. (Mit einem Geleitwort von Ursula Mildner). 3. Auflage. Arachne Verlag, Bonn 2023, ISBN 978-3-9824506-6-7 (104 S.).
- Bettina Dorfmann (Hrsg.): Die Petra-Modepuppe und ihre Kleidung 1965-1970. (Bildband, mit Zusatztexten von Bettina Dorfmann). Westarp BookOnDemand in der Mediengruppe Westarp, Hohenwarsleben 2021, ISBN 978-3-96004-088-0 (englisch, deutsch, 189 S.).